# Vuelo 3378 de Hapag-Lloyd
El vuelo 3378 de Hapag-Lloyd (HF-3378) fue un vuelo de pasajeros operado por Hapag-Lloyd Flug desde La Canea, en la isla de Creta, Grecia, a Hannover, Alemania. El 12 de julio de 2000, la aeronave que operaba la ruta, un Airbus A310-304, con registro D-AHLB, con 143 pasajeros y ocho tripulantes a bordo, partió hacia Hannover dejando el tren de aterrizaje completamente desplegado, como precaución, ya que un fallo mecánico había impedido su retracción tras el despegue. La aeronave se quedó totalmente sin combustible cuando intentaba desviarse a Viena, efectuando una toma pocos metros antes de la pista 34. No se registraron fallecidos, aunque la aeronave quedó totalmente destruida.

## Incidente
El capitán Wolfgang Arminger (56) fue el piloto al mando. El vuelo partió a las 10:59 CEDT, descubriendo poco después que fue imposible retraer el tren de aterrizaje, como indicaban tanto la luz roja de «tren no asegurado» como la amarilla de «portón del tren abierto». Tras un total de cuatro intentos de retracción, el tren fue dejado en condición de tren desplegado donde todas las luces indicaban la posibilidad de continuar el vuelo con las puertas cerradas. El vuelo continuó hacia Alemania, ya que el combustible debía ser consumido antes del aterrizaje en cualquier caso. La tripulación tuvo que lidiar con una gran carga de trabajo en cabina que se vio agravada por la imposibilidad de la estación de radio HF de la aerolínea para consultas técnicas, obligando al primer oficial a perder al menos una hora tratando de establecer comunicación alternativa con la aerolínea a través del ACARS y de Radio Estocolmo. Usando el Sistema de Gestión de Vuelo (FMS), la tripulación realizó el cálculo de consumo de la aeronave, y tras consultar la situación, el capitán, decidió recortar el vuelo y desviarse al aeropuerto de Múnich, dónde otro A310 estaría preparado para llevar a los pasajeros a su destino final. Sin embargo, el capitán ignoró el hecho de que el FMS no estaba diseñado para tener el cuenta el rozamiento extra producido por llevar el tren de aterrizaje desplegado. De hecho, Múnich no estaba dentro del alcance, cómo finalmente quedó claro por la rápida caída de las reservas de combustible.  A las 12:00 CEDT aproximadamente, este hecho llevó al capitán a decidir desviarse al aeropuerto de Viena-Schwechat.
Poco después, el primer oficial informó al capitán de que habían consumido la mitad de su combustible inicial, aunque sólo habían alcanzado el punto de ruta "YNN" todavía en el interior de Grecia (aproximadamente un tercio de la distancia total a Viena).  A las 12:34, la predicción del FMS sobre la predicción del combustible restante a la llegada a Viena había caído hasta las 1,9 toneladas. Ante estas circunstancias, las reglas de las aerolíneas indicaban un desvío inmediato al aeropuerto más cercano y apto a su posición, que habría sido Zagreb, a unos 10 minutos de distancia. El informe de la investigación afirmaba que "no existe evidencia de una respuesta inmediata de la tripulación a esta situación." Cuando contactaron con el control aéreo de Zagreb unos nueve minutos más tarde, la tripulación presionó para dirigirse a Viena, solicitando la ruta de acceso más directo a pista. A las 12:53, la tripulación notificó al control de Viena que si no había ningún acceso directo a pista, preferirían desviarse al más cercano aeropuerto de Graz. Esto llevó al control de Viena a investigar y finalmente comprender que el vuelo se encontraba corto de combustible, pero los pilotos no habían declarado emergencia, todavía previendo un aterrizaje normal. Cuando los indicadores de combustible cayeron por debajo de las 1,9 toneladas restantes, el primer oficial urgió al capitán en dos ocasiones que declarase una emergencia, pero el capitán decidió posponer esta acción. A las 13:01, se encendió el indicador de "bajo nivel de combustible en depósitos" indicando que sólo se disponía de 1340 kg, lo que generó un mensaje ACARS automático. en ese momento, la aeronave se encontraba a 42 millas náuticas (78 km) al noreste de Zagreb, 85 millas náuticas (157 km) al sureste de Graz, y a 131 millas náuticas (243 km) de su decisión de desvío, Viena. A las 11:07 UTC, la tripulación finalmente declaró emergencia por falta de combustible, mientras todavía afirmaban poder llegar a Viena.
En ese momento, la tripulación todavía se estaba debatiendo sobre un posible desvío a Graz, pero descubrieron que la carta de aproximación a este aeropuerto se había extraviado de la colección de mapas de la aeronave. A las 11:12 UTC, la tripulación todavía debatía la contribución del FMS a su complicada situación; el primer oficial (correctamente) desconfiaba de su desempeño con el tren abajo, mientras que el capitán aún lo defendía.  El capitán indicó al primer oficial que no solicitase equipos de emergencia posteriores al aterrizaje, y que retrasase el despliegue de los flaps, especialmente si los motores empezasen a emitir llamaradas. A las 11:26 UTC, la presión comenzó a caer en la bomba externa de combustible derecha, pero dicha bomba continuaba funcionando. Ambos motores comenzaron a calarse a unas 12 millas náuticas (22 km) de la pista, aunque el primer oficial fue capaz de reiniciarlos proporcionando unos pocos minutos más de empuje. Como no había tiempo para efectuar la lista de comprobación final, se omitió la activación del dispositivo de "Reconocimiento de aterrizaje", provocando una actuación limitada de los alerones necesarios para el control de estabilidad a bajas velocidades. La punta del ala izquierda golpeó el terreno a 660 m del umbral de pista, a lo que siguió el tren de aterrizaje izquierdo, que colapsó después de recorrer 22 m.  El avión derrapó sobre el motor izquierdo y el tren de aterrizaje derecho sobre las antenas y luces de aproximación, se giró a la izquierda 90°, y se detuvo cerca del final de la calle de rodaje que llevaba a la pista. Unos veintiséis pasajeros sufrieron lesiones leves mientras utilizaban las rampas de evacuación. Aunque las fotografías sugerían que el avión había quedado prácticamente intacto, fue declarado siniestro total debido a los graves daños a la parte inferior del fuselaje. Se convirtió así en la sexta pérdida por siniestro de un Airbus A310.

## Investigación
El informe final de la investigación del accidente fue publicado (sólo en alemán) el 21 de marzo de 2006 por la Oficina de Investigación de Accidentes Aéreos (Flugunfalluntersuchungsstelle) de la Oficina Federal de Transportes (Bundesanstalt für Verkehr, BAV) austriaca. El informe identificó el fallo en la retracción del tren de aterrizaje como un descuido menor durante el mantenimiento; una tuerca de seguridad mal apretada permitió que un tornillo se fuese doblando progresivamente, llevando a un error de ajuste de 10 mm que impidió la retracción completa.
El informe identificó varios factores clave de por qué la tripulación de cabina fallo en su gestión de este error técnico menor que llevó al fallo de funcionamiento del tren de aterrizaje, continuando el vuelo hasta sufrir un fallo de motor por agotamiento del combustible.
- La tripulación se equivocó en la adecuación de las normas de la compañía en lo relativo a reservas de combustible, causado por varios factores humanos, una extrema carga de trabajo y estrés, llevando a una pérdida de conciencia situacional.
  - Las reservas de combustible fueron calculadas utilizando exclusivamente la información del FMS, debido al desconocimiento de su nula utilidad en caso de volar con el tren desplegado.
  - El capitán erró al no desviarse al cercano aeropuerto de Zagreb tras recibir la advertencia de nivel de combustible bajo, aparentemente al estar excesivamente centrado en seguir el plan establecido.
- La documentación de Airbus no informaba de manera adecuada y clara a la tripulación sobre las limitaciones que aplican a la gestión de combustible utilizando el FMS.
- La aerolínea proporcionó información insuficiente relativa a la lista de comprobación para "indicación anormal de tren de aterrizaje replegado," y la división de operaciones proporcionó una inadecuada revisión de los requisitos de combustible.

El informe indicaba catorce recomendaciones para la mejora de sistemas, documentos y procedimientos para evitar estos problemas en el futuro.

## Investigación criminal
Hapag-Lloyd informó que el capitán Wolfgang Arminger abandonó voluntariamente la aerolínea seis meses después del incidente. En 2004, un juzgado de Hannover acusó al capitán Arminger de "interferencia peligrosa en el tráfico aéreo," diciendo que "había puesto en peligro otras vidas principalmente por no desviarse a Zagreb, y sentenciándole a seis meses de prisión, que dejan en suspenso”. La condena fue criticada por la periodista de juzgados alemana Gisela Friedrichsen quien creía que dos sesiones de juicio relativas al asunto principal no podían ser suficientes para presentar y evaluar todas las evidencias.
Un informe publicado en 2012 por el Colegio de Abogados de los Estados Unidos argumenta que la seguridad de las aerolíneas se ve socavada por tales enjuiciamientos porque su amenaza impediría los procesos de investigación.